# José Antonio Vidaurre
José Antonio Vidaurre Garretón (*Concepción, Reino de Chile, 22 de diciembre de 1798 - Valparaíso, Chile, 4 de julio de 1837), militar chileno, parte activa durante el periodo conocido como Organización de la República. Fue nieto de Juan Antonio Garretón Pibernat y primo hermano de Rosario Puga Vidaurre, madre de Pedro Demetrio O'Higgins.

## Biografía
A los quince años de edad se integró a las milicias del Ejército Patriota en calidad de soldado raso, combatiendo bajo las órdenes de Gregorio de las Heras. En 1817 fue ascendido a capitán, combatiendo en las principales batallas independentistas.
El 3 de junio de 1837, durante una revista al regimiento acantonado en Quillota, tomó prisionero al ministro Diego Portales. Las razones aludidas fueron su apoyo a una revolución de liberales iniciada en Concepción como motivo de protesta en contra de la participación de Chile en la Guerra contra la Confederación Perú-Boliviana. 
Estando Portales confinado bajo la custodia del Capitán Santiago Florín, Vidaurre salió hacia Valparaíso donde combatió en el Combate del Cerro Barón contra el Ejército dirigido por Manuel Blanco Encalada.
El 6 de junio el Capitán Florín salió de Quillota llevando encadenado al interior de un carruaje al ministro Portales, y cuando se aproximaba al sitio de la batalla lo ordenó fusilar. Aparentemente, y según su propia versión, había recibido órdenes de Vidaurre para tal cometido, pero esta cuestión nunca fue probada en su totalidad.
Una vez derrotado, Vidaurre, logró eludir la persecución que se ordenó en su contra por algo más de una semana, pero finalmente fue hecho prisionero el 14 de junio en una hacienda cerca de Casablanca perteneciente al gobernador de Casablanca, donde Vidaurre fue ocultado allí y alimentado por un inquilino, a sabiendas y con el consentimiento del gobernador. Sin embargo, el inquilino de la hacienda del gobernador, temeroso de un decreto de castigo por ayudar a los fugitivos, fue a Casablanca y dio la información respecto del paradero de Vidaurre. Fue encadenado y conducido a Santiago. Desde ahí, custodiado por una fuerte guarnición, fue enviado a Valparaíso y encerrado en el Cuartel, para luego ser puesto unos días después a bordo del bergantín Teodoro. El gobierno de José Joaquín Prieto ordenó la realización de un consejo de guerra, el que lo encontró culpable de la muerte de Portales y lo condenó a un ajusticiamiento público. Fue ejecutado por fusilamiento en la plaza Orrego (actual Plaza Victoria) en el puerto de Valparaíso, a las 13:05 horas del 4 de julio de 1837. La sentencia comprendía también que la cabeza del coronel fuera puesta en una picota y exhibida en la Plaza de Quillota, lugar donde los sublevados tomaron preso a Portales, lo que se cumplió. Al cabo de unos días, la cabeza desapareció, aparentemente removida por unos campesinos piadosos, y fue encontrada poco después en una acequia.  
Sus acciones despertaron entre sus contemporáneos un fuerte rechazo así como también gran apoyo. A su primo Juan Vidaurre Morla, quien lo había combatido en el cerro Barón- por ejemplo, le fue concedido el permiso de colocar el nombre-título de Leal después de su apellido Vidaurre, hasta por cuatro generaciones posteriores, el cual se convirtió después en un nuevo apellido (familia Vidaurre Leal).
Historiadores como Benjamín Vicuña Mackenna lo muestra como un precursor de las ideas liberales, por su oposición a la conducción autoritaria del gobierno que realizó Diego Portales entre 1830 y 1837, y por su negativa a ser parte de una campaña militar expedicionaria que el ministro promovía contra el Perú.